# 5246 Migliorini
5246 Migliorini è un asteroide areosecante. Scoperto nel 1979, presenta un'orbita caratterizzata da un semiasse maggiore pari a 2,2246283 UA e da un'eccentricità di 0,2824787, inclinata di 5,61682° rispetto all'eclittica.